# استاندارد اویل

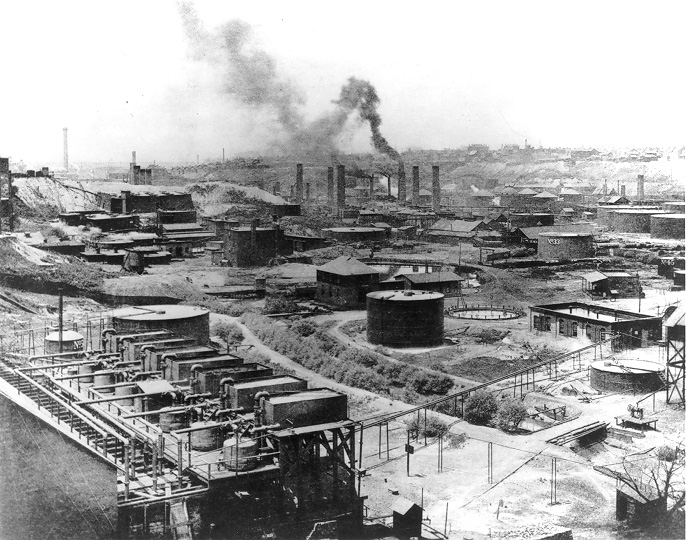
پالایشگاه شماره یک استاندارد اویل کلیولند، اوهایو. ۱۸۹۹

استاندارد اویل (به انگلیسی: Standard Oil) اولین شرکت نفتی چندملیتی آمریکایی بود، که در سال ۱۸۸۲ توسط جان دیویس راکفلر تأسیس گردید. زمینه فعالیت این شرکت تولید، حمل و نقل، پالایش و بازاریابی نفت و مشتقات آن بود.

## تاریخچه
تا اول اکتبر ۱۹۰۸ که هنری فورد، نخستین خودرو فورد مدل تی خود را به بازار عرضه کرد، نفت هنوز کالایی کم‌اهمیت شمرده می‌شد و عمدتاً برای روشنایی و گرمایش بکار می‌رفت. با این حال شرکت استاندارد اویل که یک شرکت خانوادگی بود، توانست تقریباً انحصار نفت و مشتقات آن در آمریکا را بدست بگیرد. با ورود اتومبیل‌های فورد به بازار، سهم درآمد این شرکت به قدری شد که راکفلر را به ثروتمندترین فرد جهان (تا آن تاریخ) مبدل ساخت.

## انحلال
در سال ۱۹۱۱ بر اساس قانون ضد تراست شرمن، دیوان عالی ایالات متحده حکم به انحلال و شکسته شدن این شرکت به اجزای کوچکتر داد. بر اثر این حکم شرکت‌های اکسون (استاندارد اویل نیوجرسی که بازمانده شرکت اصلی بود) موبیل (استاندارد اویل نیویورک که بعدها با ادغام با اکسون، شرکت اکسون موبیل را تشکیل داد) شورون (استاندارد اویل کالیفرنیا) و آموکو (استاندارد اویل ایندیانا) شکل گرفتند. این شرکتها بعدها در کنار شرکت‌های نفت ایران و انگلیس (بعدها بریتیش پترولیوم)، گلف و تکزاکو هفت خواهران نفتی را تشکیل دادند.

## نفت شمال ایران
در سال ۱۹۲۱ مذاکراتی با استاندارد اویل برای واگذاری امتیاز نفت شمال ایران شد. این مذاکرات را حسین علاء وزیرمختار ایران در واشینگتن پیش می‌برد. در پی ابراز تمایل اولیه استاندارد اویل، مجلس شورای ملی در سی‌ام آبان ۱۳۰۰ قانونی در پنج ماده تصویب کرد که به دولت ایران اجازه می‌داد جهت اعطای امتیاز کشف و استخراج نفت از منابع آذربایجان، گیلان، مازندران، استرآباد و خراسان به مدت پنجاه سال در برابر دریافت ده درصد از درآمد نفت با استاندارد اویل وارد مذاکره شود. اما این مذاکرات پیش نرفت چون استاندارد اویل خواهان این بود که شرکت انگلیسی نفت جنوب ایران هم در این امتیاز شریک شود و دولت ایران (در زمان مشیرالدوله) این شرط را نپذیرفت. در این میان شرکت آمریکایی نفت سینکلر هم برای بررسی در مورد نفت شمال ایران دو کارشناس به ایران فرستاد و مجلس قانونی را که برای استاندارد اویل تصویب کرده بود اصلاح کرد و به دولت اجازه داد با هر شرکت امریکایی دیگری وارد مذاکره شود. اما در نهایت واگذاری امتیاز نفت شمال به شرکت‌های آمریکایی به جایی نرسید.

## نگارخانه

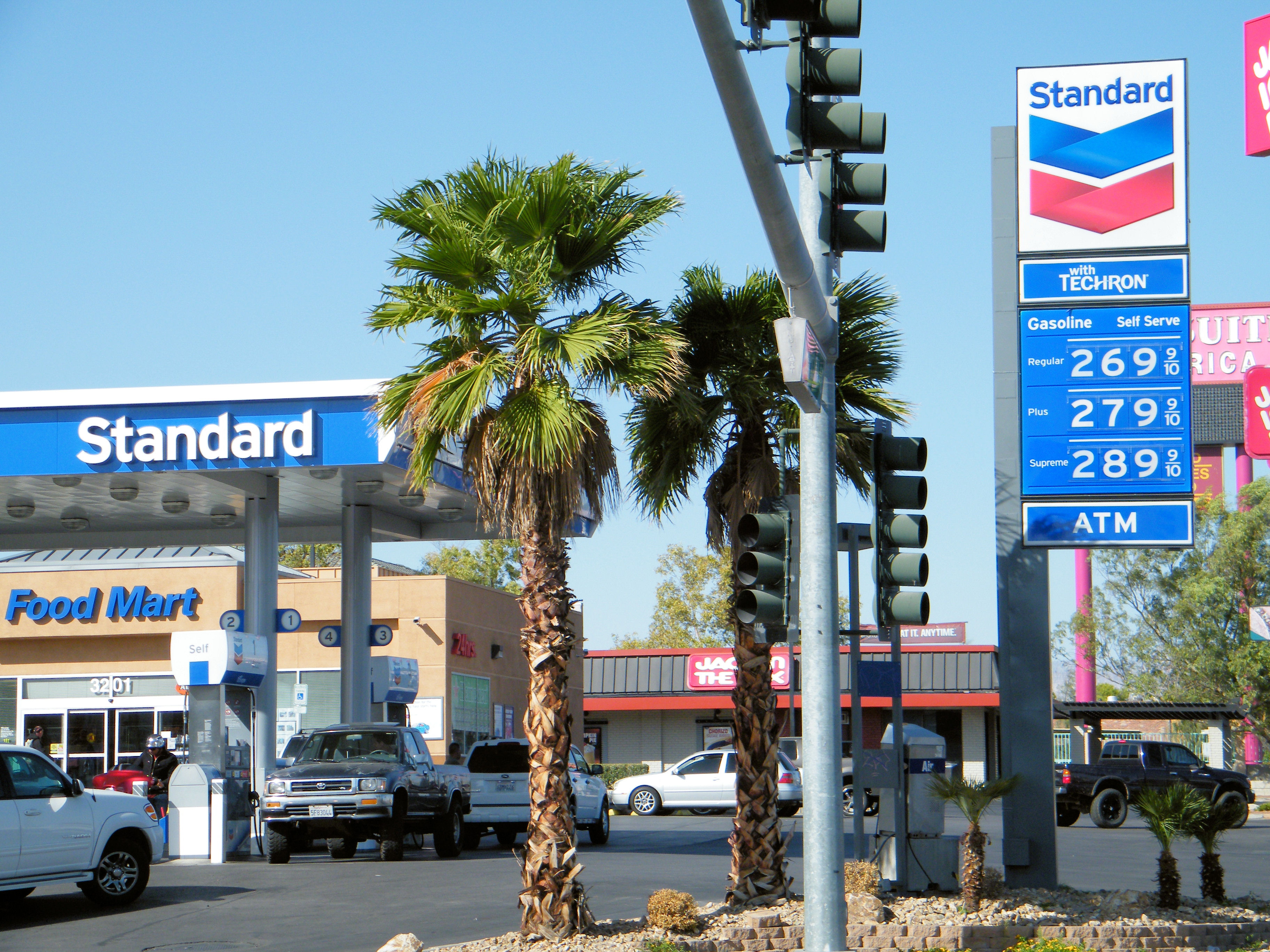
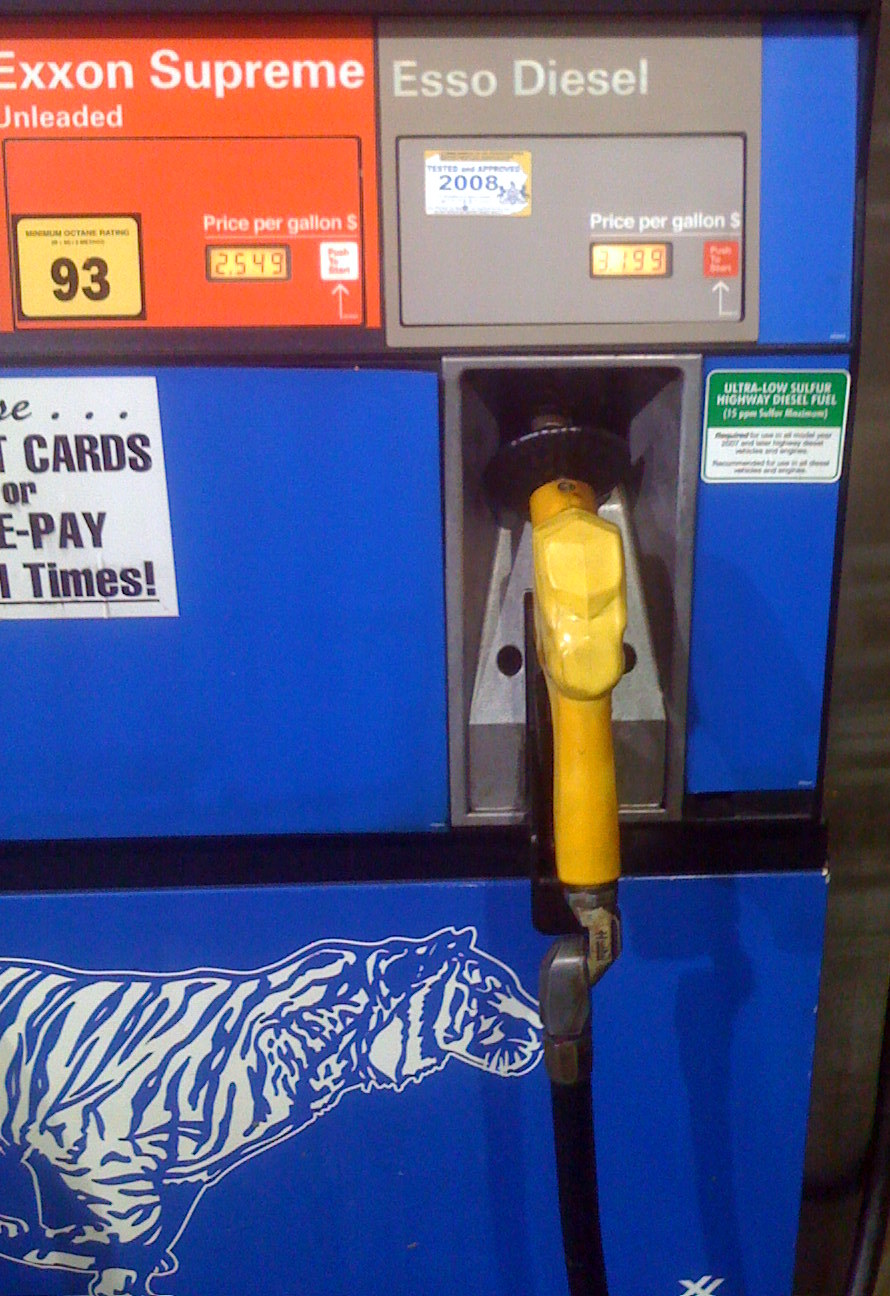